# Fresneda (Cantabria)
Fresneda es una localidad del municipio de Cabuérniga, Cantabria (España). 
Está situado a unos 310 metros de altitud y su población es muy escasa, 14 habitantes. Se dedican principalmente a la ganadería, es famosa por su caza en los montes (corzos y jabalíes) y a la pesca de la trucha en el río Saja. Hasta 2005 existía un lugar que era de obligada visita "La Casona", donde pescadores y cazadores pernoctaban y cuya cocina era muy apreciada.
Celebra la festividad de San Bartolomé el 24 de agosto.
- Datos: Q5869498